# クリストファー・T・ドナヒュー
クリストファー・トッド・ドナヒュー（英語: Christopher Todd Donahue, 1969年8月13日 - ）は、アメリカ合衆国の軍人。アメリカ陸軍の将校であり、2024年12月10日よりアメリカ欧州・アフリカ陸軍司令官を務める。
その軍歴を通じ、多くの陸軍/特殊戦部隊で指揮官あるいは幕僚としての勤務を経験した。2021年8月30日、アメリカ軍のアフガニスタン撤退において、ドナヒューはアフガニスタンを離れる最後のアメリカ兵となった。

## 軍歴

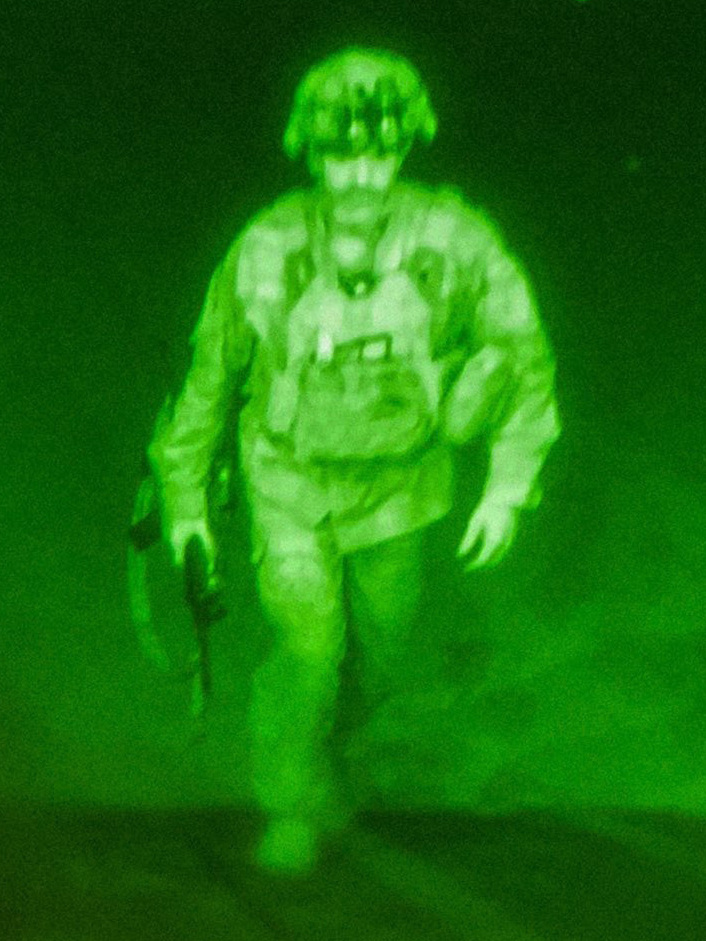
「最後のアメリカ兵」として、カーブル国際空港のC-17輸送機に乗り込むドナヒュー少将（2021年）

1992年、陸軍士官学校（ウェストポイント）を卒業し、歩兵科少尉に任官。韓国に駐留する第2歩兵師団での小隊長勤務を経て、ルイジアナ州フォート・ポークでの勤務、第75レンジャー連隊第3レンジャー大隊の副中隊長などを経験。その後、パナマのキャンプ・コッベに駐屯する第87歩兵連隊第5大隊でライフル中隊長を務める。1998年、第75レンジャー連隊第2大隊に移り、作戦将校補（assistant operations officer）、ライフル中隊長、本部中隊長を務める。その後、ワシントンD.C.で統合参謀本部議長付特別補佐官（Special Assistant）を務める。2002年、第1特殊部隊デルタ作戦分遣隊（デルタフォース）の特別選抜および要員訓練コースを志願・修了する。その後、作戦将校補、中隊作戦将校（squadron operations officer）、副中隊長、小隊長、選抜訓練隊長（selection and training detachment commander）、作戦将校、中隊長、副部隊長、部隊長などを歴任。2013年、海軍指揮幕僚大学（Naval Command and Staff College）および海軍大学校（Naval War College）の修士号（master's degree）を得たほか、陸軍大学校（Army War College）フェローシップをハーバード大学で修了 。
デルタフォース勤務中、ドナヒューは不朽の自由作戦、イラクの自由作戦、新しい夜明け作戦、自由の番人作戦、生来の決意作戦などに参加した。また、東ヨーロッパ、中東、南西アジア、アフリカなどの地域における秘密作戦に際し、作戦立案、予行演習、指揮を行った。
そのほか、統合特殊作戦コマンド作戦部長（Director of Operations）、陸軍歩兵学校長、第4歩兵師団機動担当師団長補、統合参謀本部特殊戦・対テロ戦担当副部長（J-37）、確固たる支援任務におけるNATO特殊戦部隊およびアフガン統合任務部隊特殊戦部隊司令官（NATO Special Operations Component Command/Special Operations Joint Task Force-Afghanistan. 2019-2020）、第82空挺師団長などを歴任。2021年8月30日、有志連合国撤退作戦、2021年アフガニスタンからの避難および米軍のアフガン撤退において、ドナヒューはアフガニスタンを離れる最後のアメリカ兵となった。
2024年12月10日付けでアメリカ欧州・アフリカ陸軍司令官就任と大将昇進が決定した。

## 受章
| 米軍勲章等                                                                                                |                                             |
| Bronze oak leaf cluster                                                                                   | 防衛功労章（柏葉章付）                      |
| Bronze oak leaf cluster · Bronze oak leaf cluster                                                         | レジオン・オブ・メリット（2個柏葉章付）     |
| V · Bronze oak leaf cluster · Bronze oak leaf cluster · Bronze oak leaf cluster · Bronze oak leaf cluster | 銅星章（Vデバイス、4個柏葉章付）            |
| | 防衛功労章                                  |
| Bronze oak leaf cluster                                                                                   | 功労章（柏葉章付）                          |
| Bronze oak leaf cluster                                                                                   | 統合軍称揚章（柏葉章付）                    |
| Bronze oak leaf cluster                                                                                   | 陸軍称揚章（柏葉章付）                      |
| | 陸軍業績章                                  |
| 米軍部隊表彰                                                                                              |                                             |
| | 大統領殊勲部隊章                            |
| | 統合殊勲部隊章                              |
| | 武勇部隊章                                  |
| | 部隊勲功章                                  |
| | 陸軍優等部隊章                              |
| 米軍従軍章、訓練章等                                                                                      |                                             |
| Bronze star                                                                                               | 国防従軍章（銅星章付）                      |
| Silver star · Bronze star                                                                                 | イラク戦線記念記章（銀星章、銅星章付）      |
| Bronze star · Bronze star                                                                                 | アフガニスタン戦線記念記章（従軍星章2つ付） |
| Bronze star                                                                                               | 生来の決意作戦記念記章（従軍星章付）        |
| | 国際対テロ戦争遠征章                        |
| | 国際対テロ戦争従軍章                        |
| | 軍部隊従軍章                                |
| | 韓国防衛従軍章                              |
| | 陸軍勤務記章                                |
| | NATO国際治安支援部隊記念章                  |
| | 陸軍海外勤務記章（受章回数4回）             |

| 徽章 |                          |
|      | 戦闘歩兵記章             |
|      | レンジャー・タブ         |
|      | 熟練空挺記章             |
|      | 自由降下記章             |
|      | 空中強襲徽章             |
|      | ホンジュラス空挺記章     |
|      | 第75レンジャー連隊部隊章 |
|      | 統合参謀本部識別章       |
|      | 第82空挺師団戦闘員識別章 |
|      | 特殊作戦軍戦闘員識別章   |
|      | 海外勤務章（10個）       |